# W. Chapman Revercomb

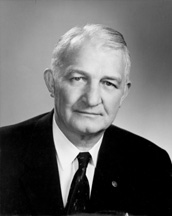
W. Chapman Revercomb

William Chapman Revercomb, född 20 juli 1895 i Covington, Virginia, död 6 oktober 1979 i Charleston, West Virginia, var en amerikansk republikansk politiker. Han representerade delstaten West Virginia i USA:s senat 1943-1949 och 1956-1959.
Revercomb studerade vid Washington and Lee University 1914-1916. Han deltog sedan i första världskriget som korpral i USA:s armé. Han avlade 1919 juristexamen vid University of Virginia. Han inledde sin karriär som advokat i Virginia och flyttade sedan 1922 till Charleston, West Virginia.
Revercomb blev 1942 invald i senaten för första gången. Han profilerade sig som motståndare till Harry S. Trumans utrikes- och inrikespolitik. Han kandiderade 1948 till omval men förlorade mot demokraten Matthew M. Neely. Han utmanade 1952 sittande senatorn Harley M. Kilgore utan framgång. Revercombs strategi var att stämpla Kilgore som kommunistsympatisör. Senator Kilgore avled 1956 i ämbetet och William R. Laird blev utnämnd till senaten fram till fyllnadsvalet senare samma år. Laird kandiderade inte i fyllnadsvalet som Revercomb vann.
Revercomb, som var känd som en förespråkare för afroamerikanernas medborgergliga rättigheter, förlorade senatsvalet 1958 mot kongressledamoten Robert Byrd som i sin ungdom hade varit medlem av Ku Klux Klan. Byrd ändrade sedan sina åsikter i rasfrågan men var ännu under sina första år i senaten en förespråkare av segregationen till skillnad från Revercomb.
Revercomb förlorade i republikanernas primärval inför guvernörsvalet 1960 i West Virginia. Han återvände sedan till arbetet som advokat.
Revercombs grav finns på Sunset Memorial Cemetery i Kanawha County.